# Thành phố tại Hoa Kỳ
Tại Hoa Kỳ, "thành phố" chính yếu chỉ là một thuật từ pháp lý để chỉ một khu định cư có mức độ tự quản cao, hơn là có ý nghĩa chỉ toàn bộ một khu vực đô thị rộng lớn. Các khu định cư sẽ trở thành thành phố hay thị trấn sau khi cư dân trong khu định cư này lập ra hội đồng tự quản cho riêng mình mà theo tiếng Anh gọi là "incorporated" hay nghĩa tiếng Việt là "hợp nhất" hay "định chế hóa". Những khu định cư nào chưa được "hợp nhất" hay "định chế hóa" thường được gọi là khu chưa hợp nhất và được quận trực tiếp quản lý. Ngoài ra, để tiện cho việc thống kê, Cục điều tra dân số Hoa Kỳ có thể liệt kê các khu định cư chưa hợp nhất này thành các khu gọi là các nơi ấn định cho điều tra dân số.

## Tổng quan
Định nghĩa về thành phố (thị trấn, làng, etc.) là một vấn đề theo luật của mỗi tiểu bang và các định nghĩa về thành phố thì khác nhau theo từng tiểu bang. Tại một số nơi, thành phố có thể do một thị trưởng và một hội đồng thành phố do dân bầu lên để điều hành thành phố trong khi đó cũng có một số thành phố hay thị trấn được người dân tự coi quản lấy bằng cách chọn ra một hội đồng (hoặc hội đồng tín nhiệm), hoặc mở các cuộc họp thị trấn.
Mặc dù hiếm có nhưng vẫn có các thành phố nhỏ vì khủng hoảng tài chính hay vì lý do gì đó phải chịu giải thể và trở thành các khu chưa hợp nhất để nhận được các dịch vụ cung cấp bởi phân khu hành chính cao hơn (xã, quận)

## Địa giới thành phố
Thành phố tại Hoa Kỳ về diện tích thường hay nhỏ hơn một quận và nằm hoàn toàn trong quận chứa nó. Tuy nhiên cũng có nhiều thành phố nằm phần nhiều trong 1 quận nhưng lại lấn ranh vào trong các quận lân cận. Có thành phố cùng kết hợp với quận của tiểu bang để trở thành một quận-thành phố thống nhất (Consolidated city-county). Trường hợp này địa giới của thành phố và quận là một và có chung 1 chính quyền hành xử các trách nhiệm của 1 quận và 1 thành phố. Đặc biệt Thành phố New York nằm hoàn toàn trong 5 quận khác nhau của tiểu bang New York và mỗi quận tiểu bang là một quận trực thuộc của thành phố (Thành phố New York là trường hợp ngoại lệ tại Hoa Kỳ có quận trực thuộc thành phố). Sau đây là một vài thành phố được dùng làm ví dụ.
- Nằm hoàn toàn trong 1 quận: Westminster, California thuộc khu Tiểu Sài Gòn nằm hoàn toàn trong Quận Cam
- Phần lớn trong 1 quận nhưng lại lấn ranh một ít vào các quận lân cận: thành phố Portland, Oregon nằm phần lớn trong Quận Multnomah nhưng có một phần đất nằm trong các quận Washington và Clackamas
- Nằm hoàn toàn bên trong 1 thành phố: Maywood Park, Oregon (diện tích khoảng 0,4 km²) nằm hoàn toàn trong thành phố Portland, Oregon
- Quận-thành phố thống nhất: Thành phố và quận San Francisco có cùng địa giới.

## Thành phố và thị trấn
Ranh giới khác biệt giữa thị trấn và thành phố nếu có tồn tại thì khác nhau giữa tiểu bang này và tiểu bang khác. Có một số thị trấn rất lớn, ví dụ như Thị trấn Hempstead, New York có tổng dân số là 755.785 vào năm 2004 và một số thành phố rất nhỏ, ví dụ như Lake Angelus, Michigan có tổng dân số là 326 vào năm 2000.
Thành phố tại Hoa Kỳ có nhiều điều kỳ lạ, ví dụ như Maza, North Dakota chỉ có 5 cư dân nhưng vẫn được xem là thành phố cho đến năm 2002. Nó không có một chính quyền hoạt động và vị trí thị trưởng được sang tay thường xuyên (vì thiếu luật thành phố). Năm 2002 nó bị giải thể và trở thành khu chưa hợp nhất và chính quyền được trao về tay xã Maza, Quận Towner, Bắc Dakota.
California có cả thị trấn và thành phố nhưng theo luật của California thì thuật từ "thành phố" và "thị trấn" có thể thay thế nhau cho nhau và tên của một khu tự quản nào trong tiểu bang cũng đều phải có một tên gọi là "City of (tên)" hay "Town of (tên)".
Tại một số tiểu bang của Hoa Kỳ, bất cứ một thị trấn nào có tổ chức chính quyền tự quản thì được gọi là thành phố.
Tại Illinois, thành phố phải có dân số tối thiểu là 2.500 người nhưng tại Nebraska, thành phố phải có tối thiểu 800 người. Tại Idaho, tất cả các khu đô thị có tổ chức chính quyền tự quản là thành phố. Tại Ohio, một khu đô thị tự quản tự động trở thành một thành phố nếu nó có 5.000 cư dân theo điều tra dân số của liên bang nhưng phải đổi trở lại thành một làng nếu dân số rớt xuống dưới 5.000 người. Tại Nebraska, 5.000 cư dân là tối thiểu để một thành phố được xếp hạng nhất trong khi 800 cư dân là con số tối thiểu để xếp hạng nhì.
Tại tất cả các tiểu bang vùng Tân Anh Cát Lợi, thể chế thành phố được quy định theo hình thức chính quyền, không phải theo dân số. Chính quyền thị trấn có một ban hội đồng coi về hành pháp, và một cuộc họp toàn cư dân (town meeting) sẽ hành xử quyền lập pháp. Các thành phố thuộc Tân Anh Cát Lợi thì ngược lại, có một thị trưởng hành xử quyền hành pháp, và quyền lập pháp được trao cho hội đồng thành phố.
Tại Virginia, tất cả các khu đô thị tự quản được xết loại là các thành phố thì được độc lập tách khỏi các quận xung quanh hoặc lân cận trong khi 1 thị trấn, dù là một khu đô thị tự quản nhưng vẫn là một bộ phận của một quận xung quanh hoặc lân cận.
Các thành phố độc lập tại những tiểu bang khác gồm có Baltimore, Maryland và Carson City, Nevada.
Tại Pennsylvania, bất cứ một khu đô thị tự quản nào có trên 10 người cũng có thể thành lập thành một thành phố nhỏ (được gọi là borough). Bất cứ một xã (township) hay thành phố nhỏ nào có ít nhất 10.000 dân cũng có thể yêu cầu ngành lập pháp cho phép trở thành một thành phố. Tại Pennsylvania, làng đơn giản là một cộng đồng chưa được tổ chức trong một xã.